# Viña del Cerro
Viña del Cerro es un yacimiento arqueológico ubicado unos 15 kilómetros al sudeste de la localidad de Los Loros en la comuna de Tierra Amarilla, de la provincia de Copiapó, en Chile.
Declarado monumento nacional el 13 de julio de 1982, mediante el decreto supremo N°.2558. Se corresponde a un centro metalúrgico diaguita-inca (entre los años 1470 y 1536).
Este centro metalúrgico, habría sido utilizado para el tratamiento de minerales de cobre principalmente. También se han indicado otras funciones como centro de adoración y centro astronómico.

## Descripción
Se compone de 3 zonas:
- Sector de fundición. Compuesto de 26 hornos (huayras), que ocupan una extensión de 600 metros cuadrados (15x40 m)
- Sector administrativo. Compuesto por una habitación, probablemente ocupada por el encargado de la fundición, la que se encuentra cercada por una muralla de piedra y adobe, de 15 x 15 metros aproximadamente
- Sector de molienda. Corresponde a un recinto amurallado de 75 x 60 m donde se ubican tres recintos menores en los que se disponen un total de 6 habitaciones. El recinto central (cancha) era probablemente utilizado para las tareas de chancado y molienda de minerales. En una de sus esquinas, se encuentra un altar, que se utilizaba para actividades de adoración.

## Imágenes

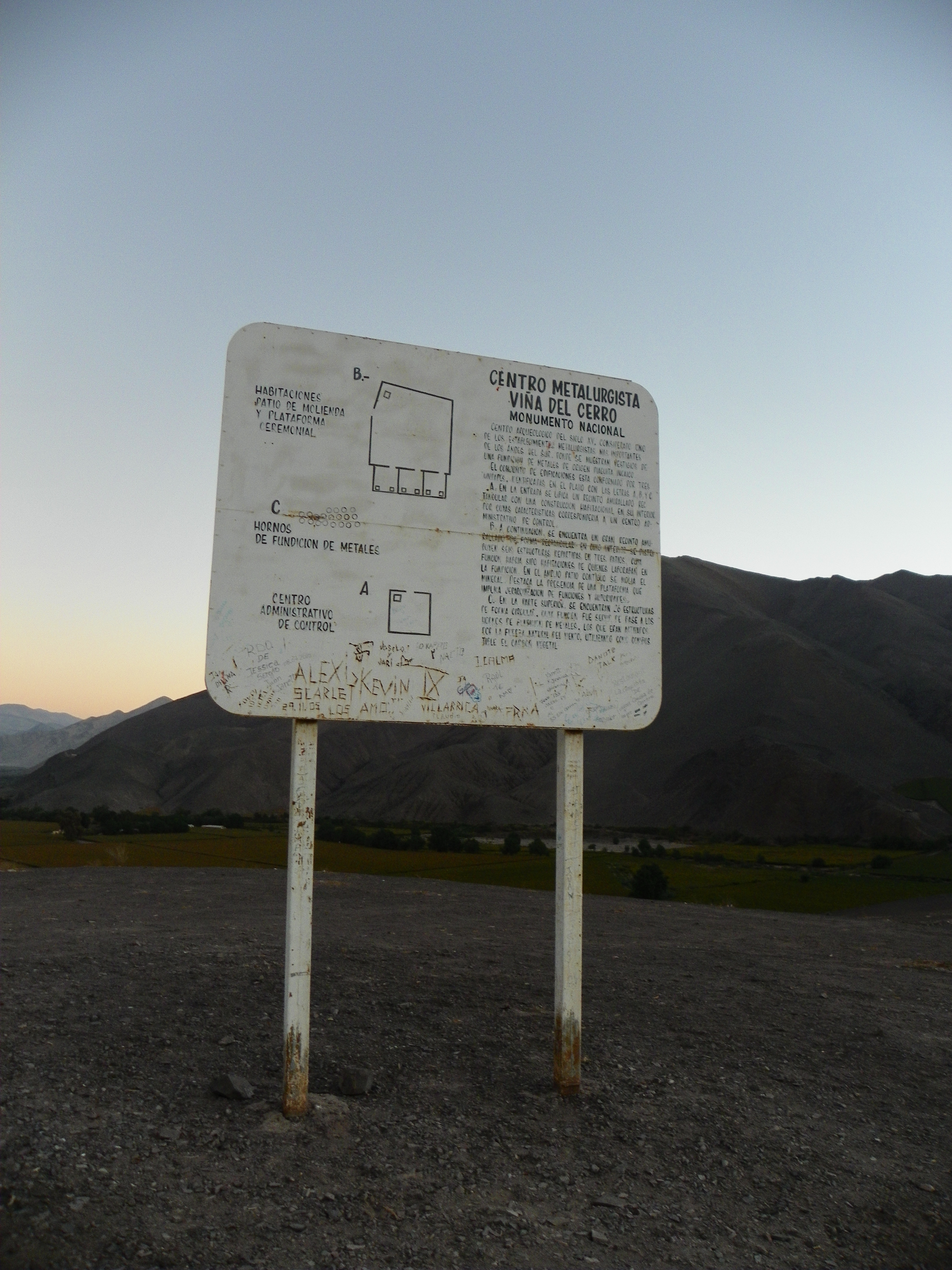
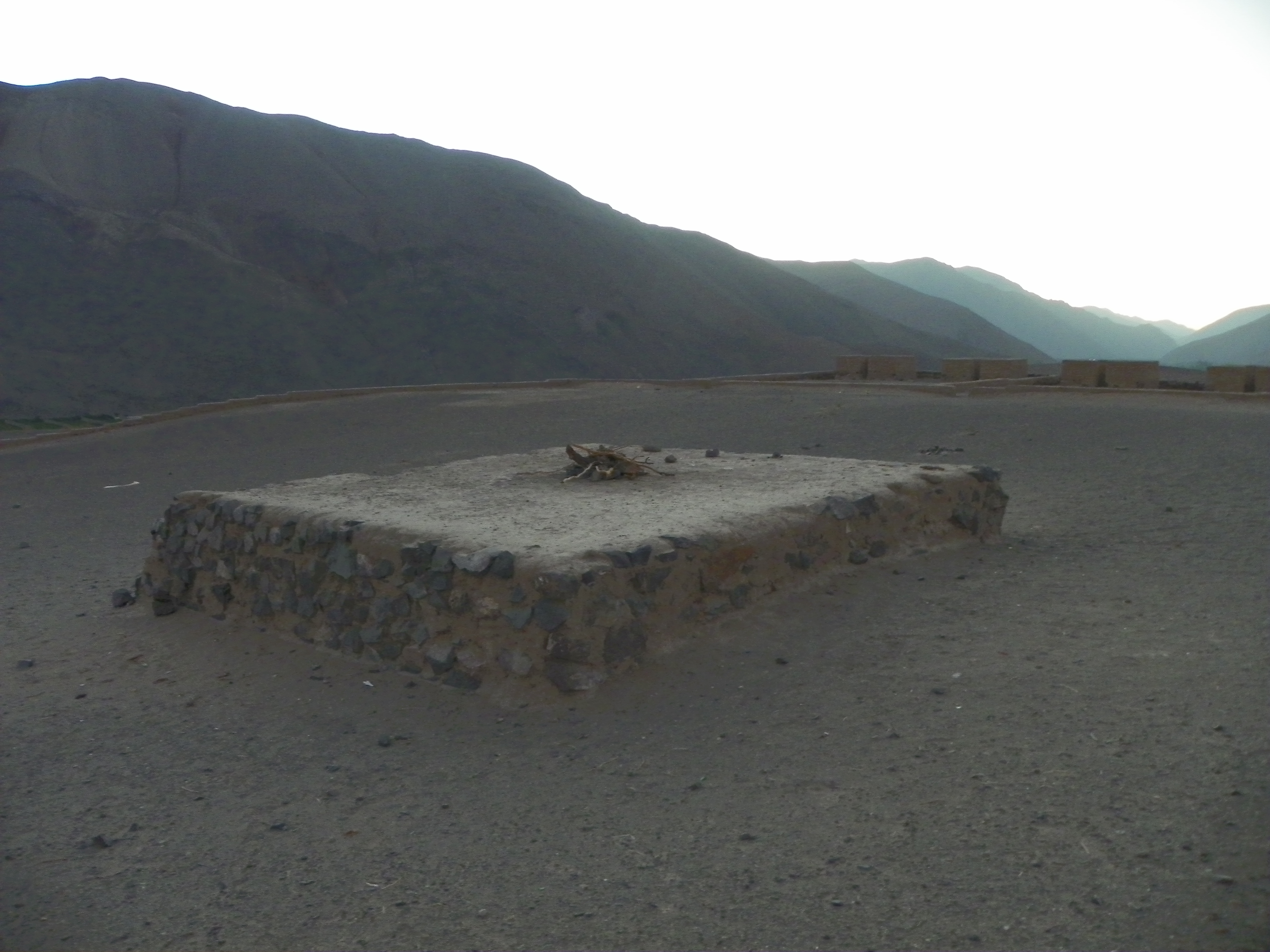
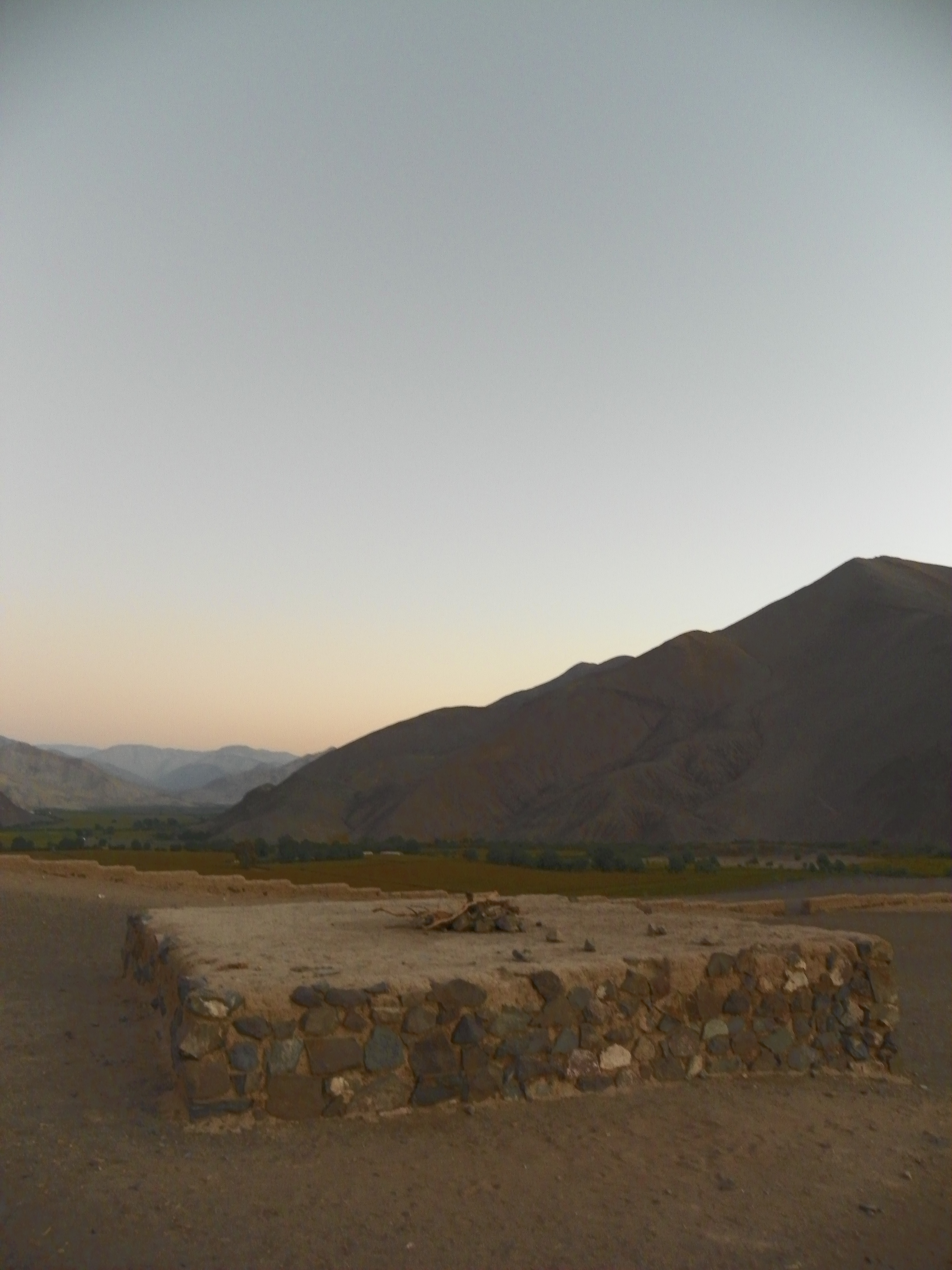
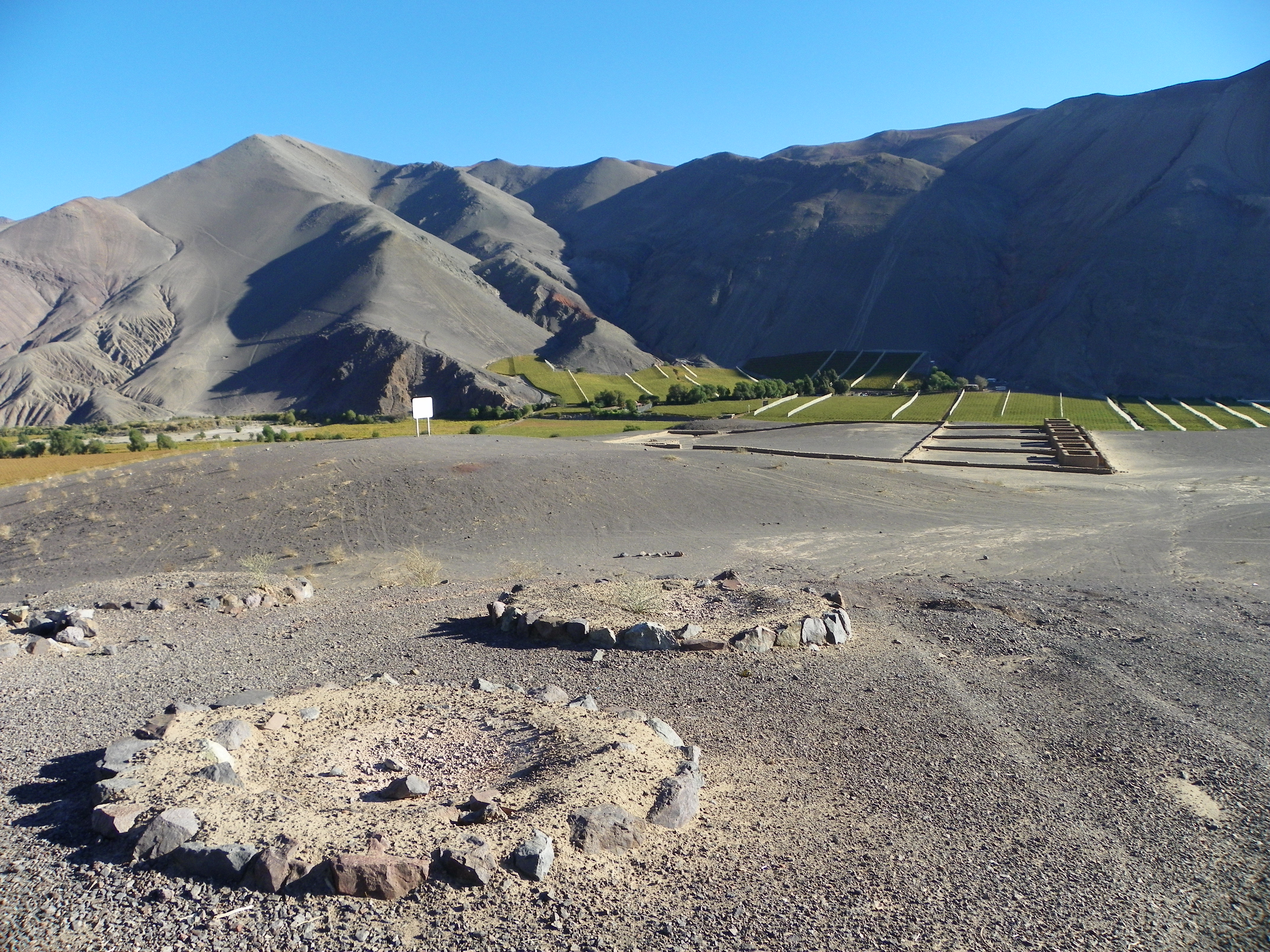
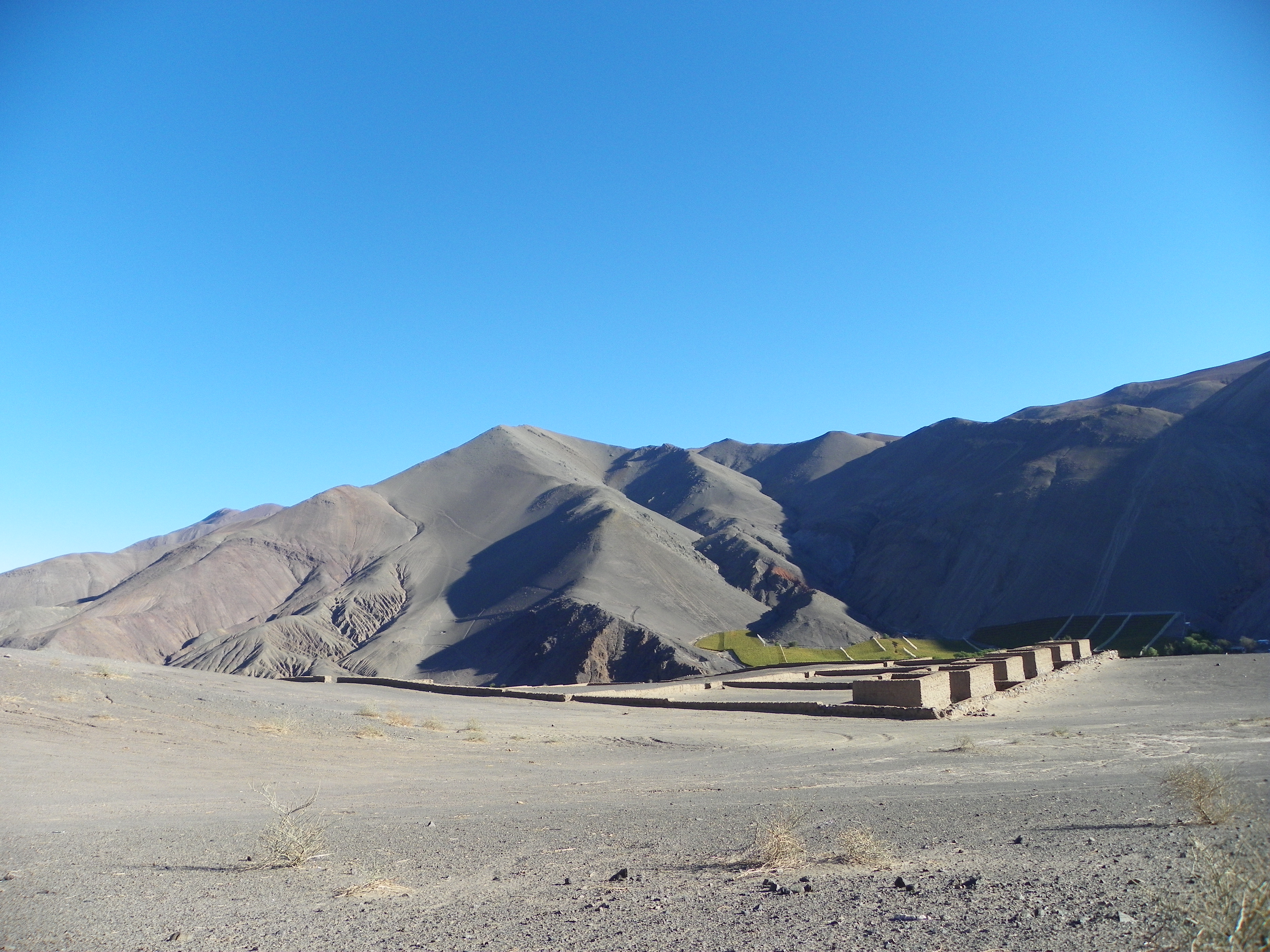
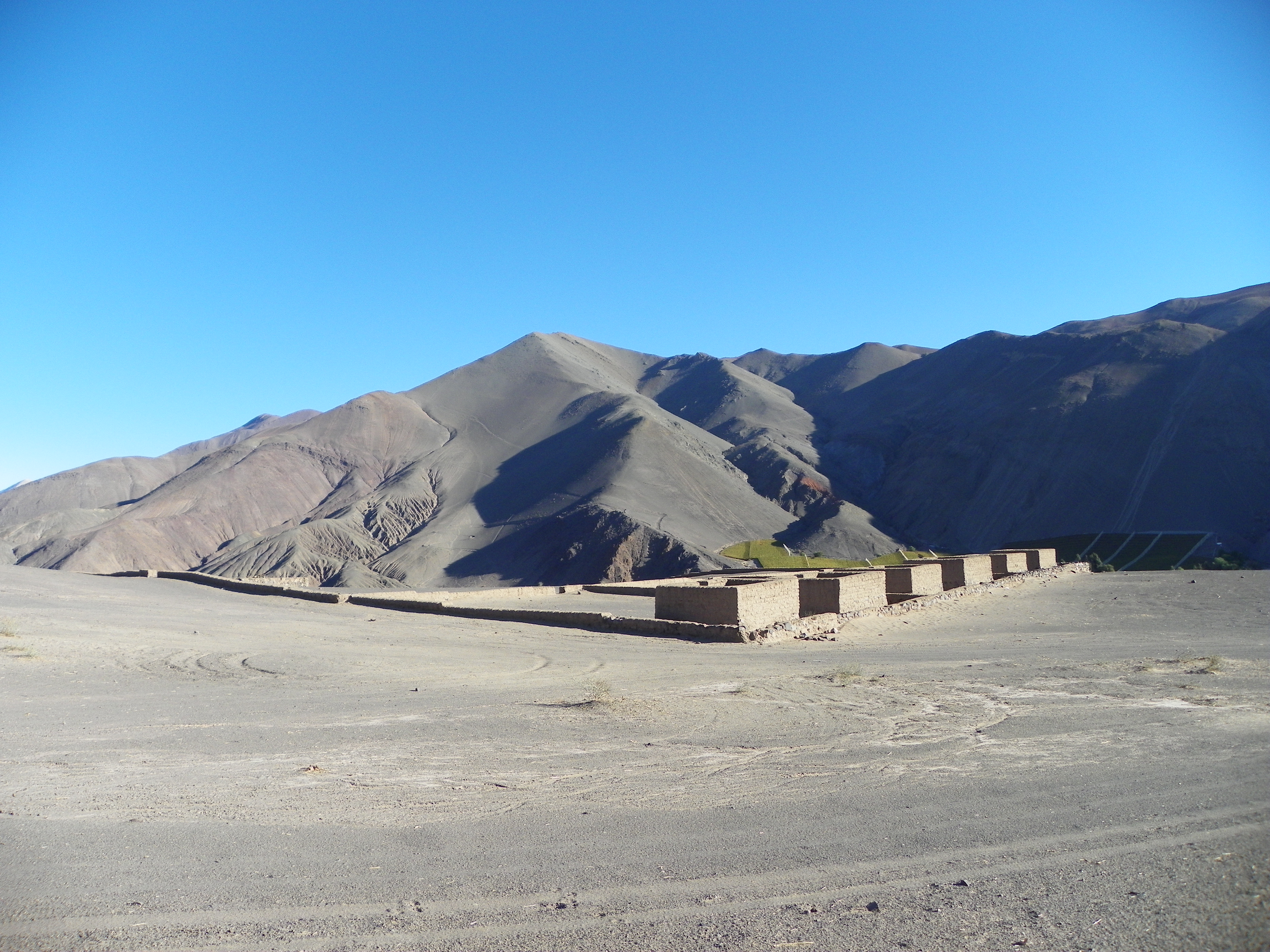
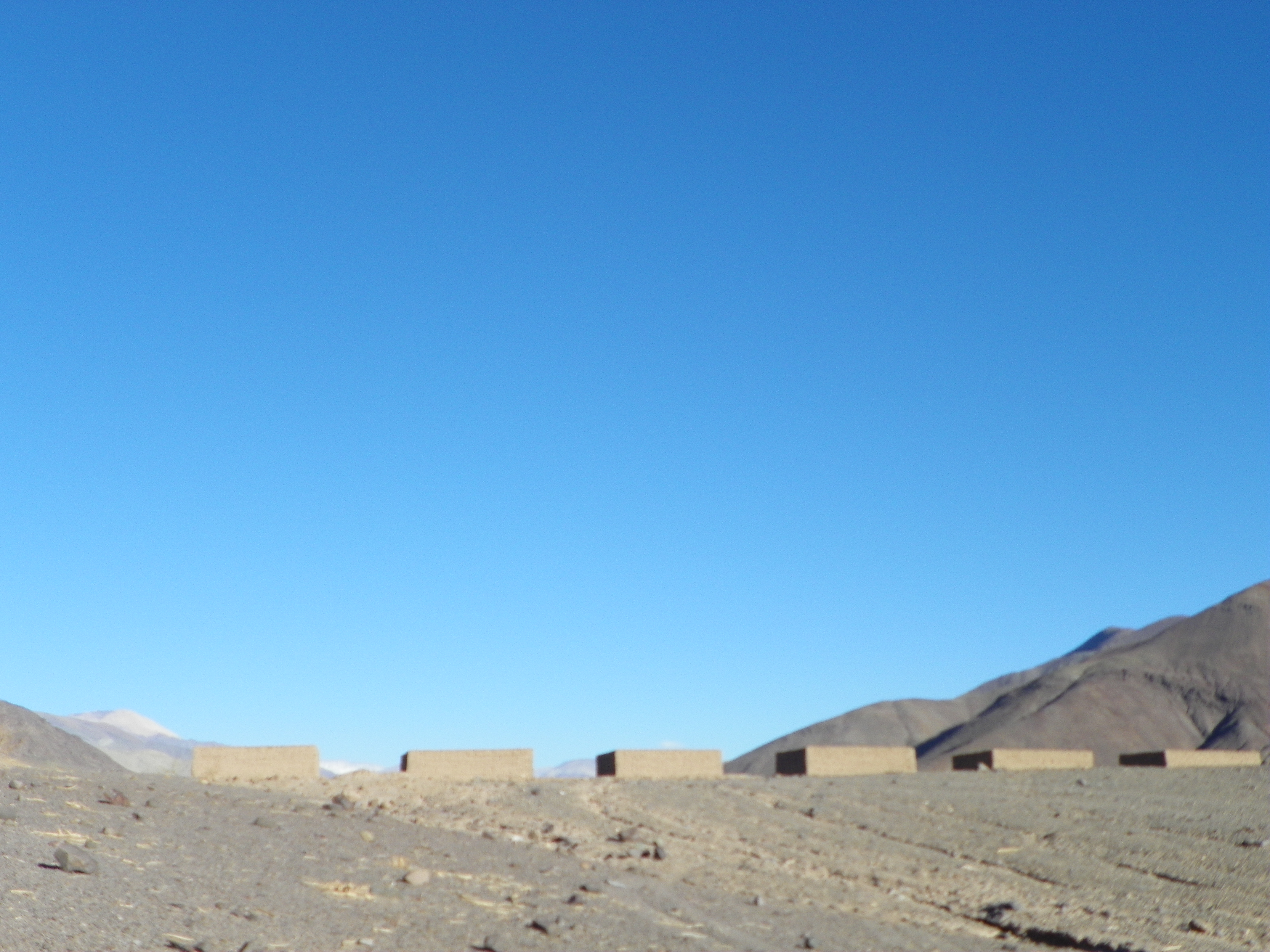
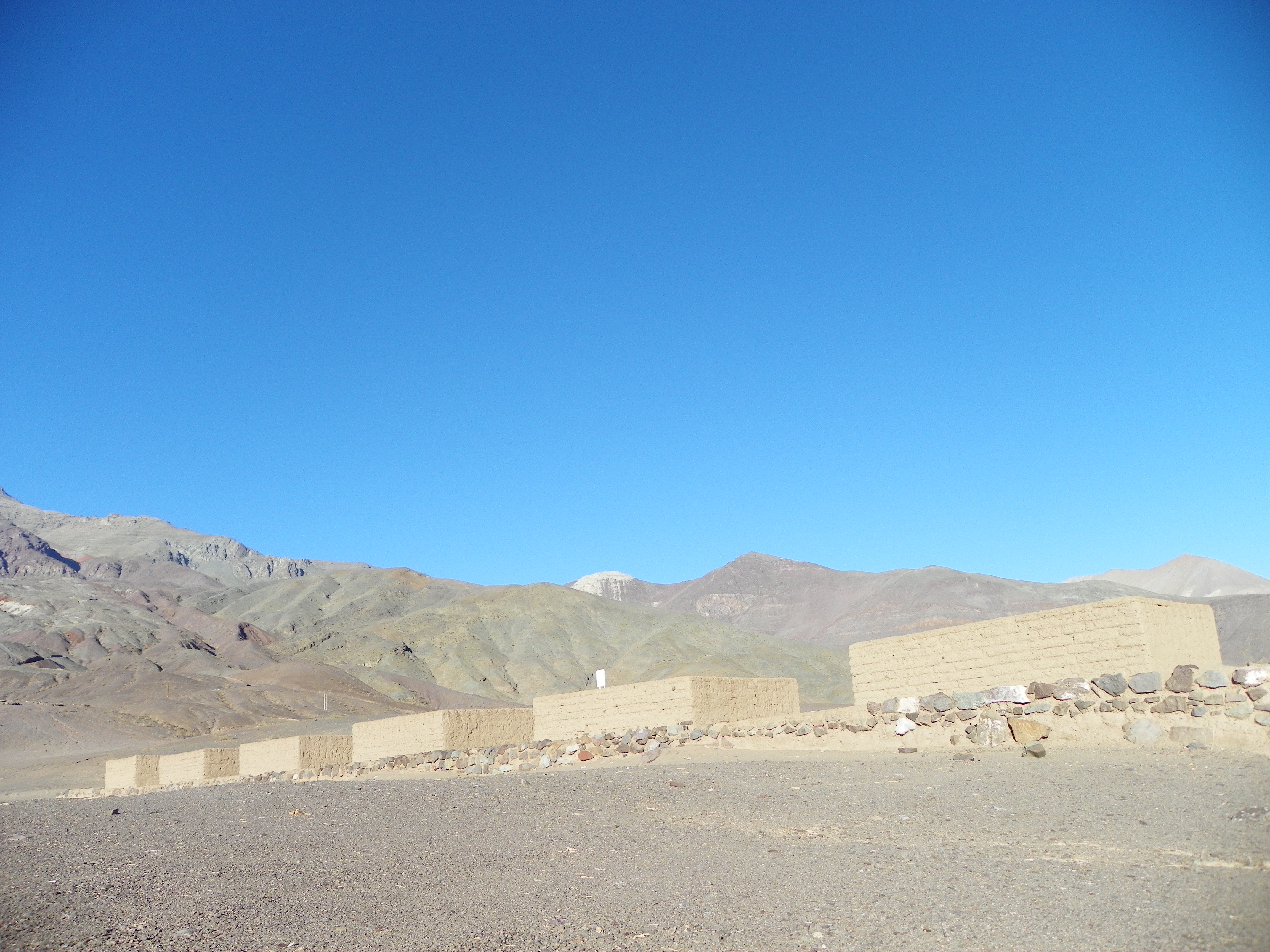
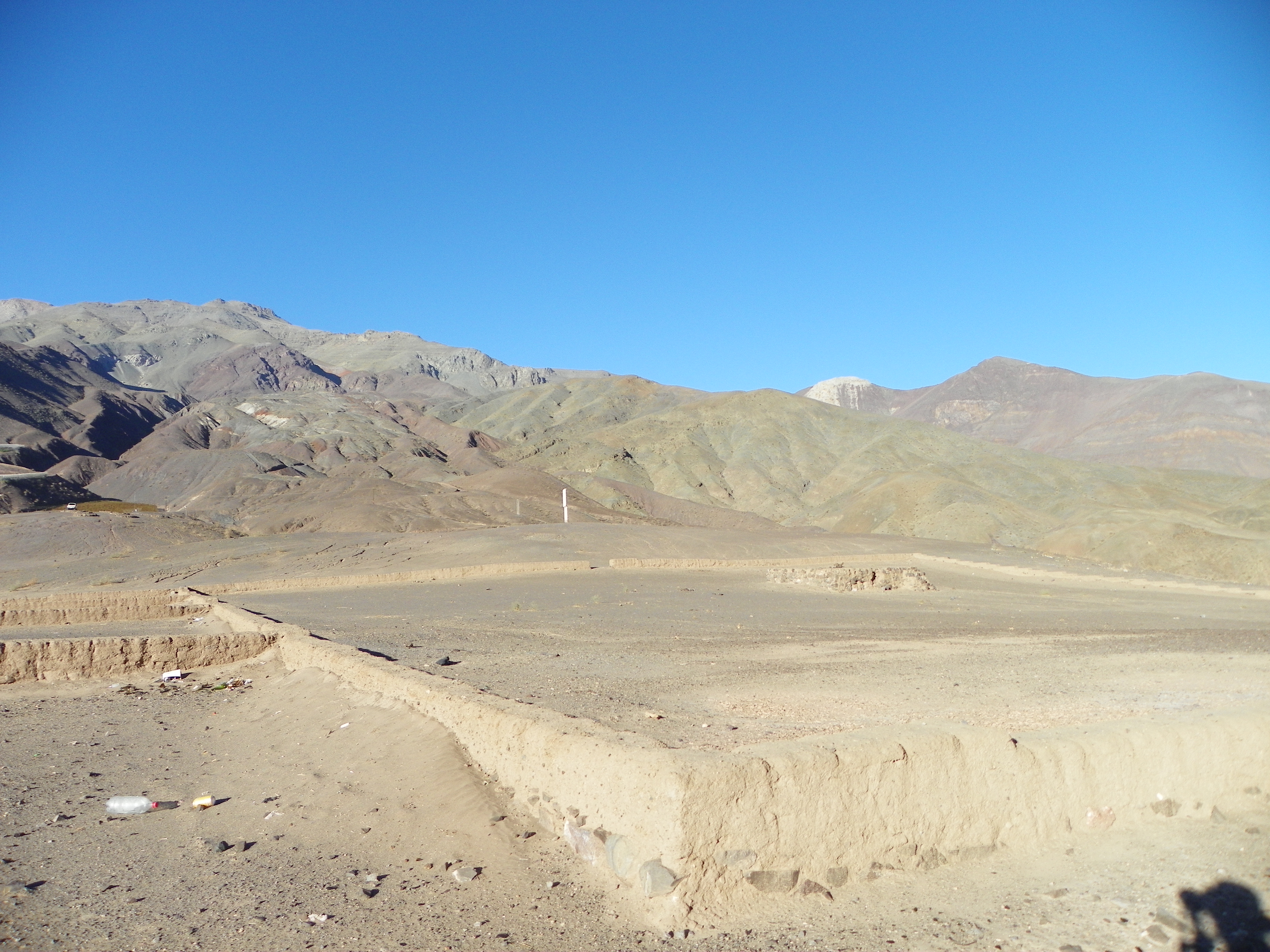
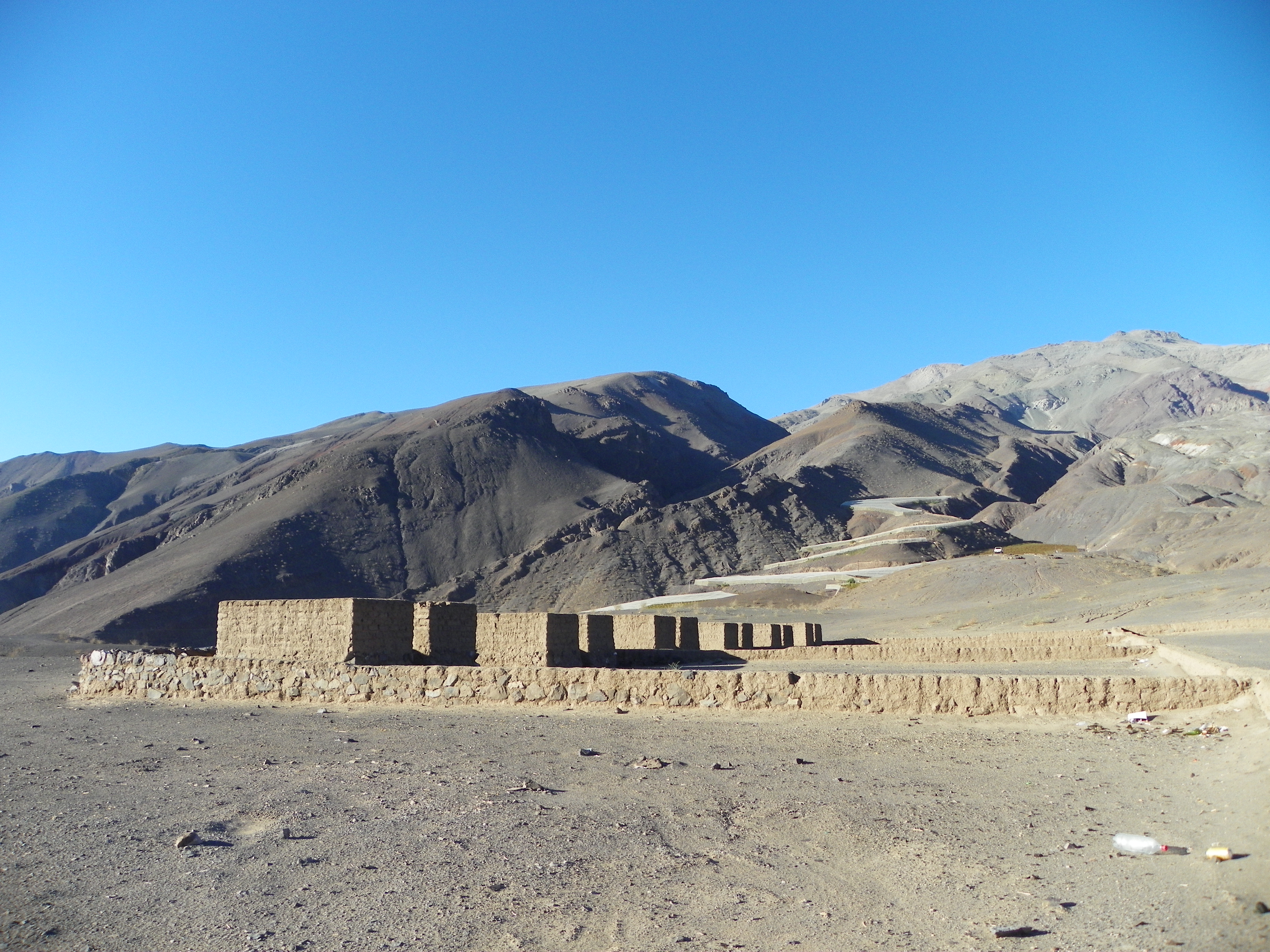

- Datos: Q6164448
- Multimedia: Viña del Cerro / Q6164448